# Sarepta (monument)

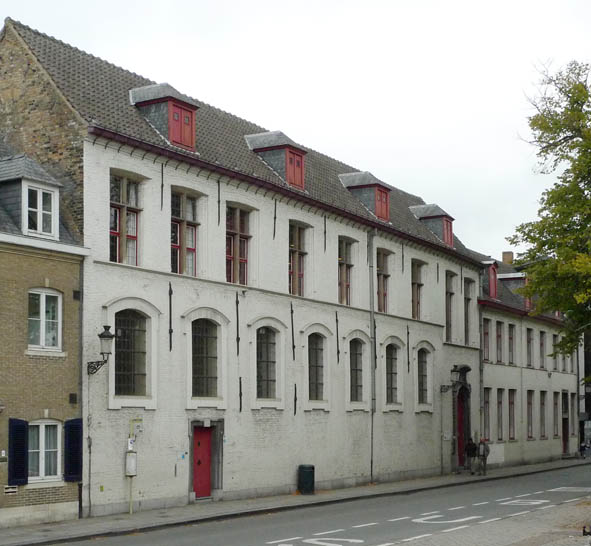
Het voormalige klooster aan de Langerei

Sarepta is de naam van een beschermd gebouw, een voormalig klooster, in Brugge.

## Geschiedenis
De vroegst bekende geschiedenis van het gebouw, gelegen langs de Langerei in Brugge, voert terug naar het einde van de dertiende eeuw.
Het droeg toen de naam 'Hof van Saint-Pol' en behoorde toe aan de Franse adellijke familie de Saint-Pol, ook genaamd de Châtillon. Jacques de Châtillon resideerde er rond 1300. Hij sneuvelde tijdens de Slag der Gulden Sporen in 1302.
In de vijftiende eeuw behoorde de eigendom aan de heren van Kleef en Ravenstein, die als belangrijke medewerkers en familieleden van de hertogen van Bourgondië in Brugge verschillende herenhuizen in bezit hadden.

## Klooster
In Biervliet (Zeeuws-Vlaanderen) was er een klooster van Zusters van het Gemene Leven, dat de naam Sint-Elisabethklooster droeg en dat met toestemming van de bisschop van Utrecht in 1461 de regel aannam van de kanunnikessen van Sint-Augustinus, binnen de congregatie van Windesheim, waarbij het klooster de naam Emmaüs aannam.
In 1486 verhuisde het klooster van Biervliet naar Moerkerke. Bij die gelegenheid bepaalde Gillis de Baerdemaeker, hulpbisschop van Doornik en titelvoerend bisschop van Sarepta, dat het klooster voortaan de naam Sarepta zou dragen.
Het klooster kwam een eerste maal in moeilijkheden in 1566-1569 naar aanleiding van de godsdienstoorlogen. De kloosterlingen vluchtten naar Brugge waar ze, in de Annuntiatenstraat, het herenhuis Fluweelhof aankochten. In 1577 dachten ze de rust teruggekeerd en betrokken ze opnieuw hun klooster in Moerkerke, terwijl ze het Fluweelhof verkochten aan de zusters annuntiaten. Ze werden in 1578 opnieuw uit hun klooster verjaagd en leefden gedurende verschillende jaren verspreid bij particulieren. In 1587 kwamen ze opnieuw samen in de voormalige priorij Nazareth in Damme. Toen in die stad nieuwe stadsvestingen werden aangelegd, werd het klooster onteigend.
In 1617 kwamen de zusters in Brugge wonen. Ze kochten er langs de Langerei het grote herenhuis de Saint-Pol met uitgestrekte tuin, en bouwden het uit tot klooster, opnieuw onder de naam Sarepta. In 1619 werd hun kloosterkerk ingewijd. Er werden regelmatig werken uitgevoerd. Tussen 1739 en 1742 werden enkele gebouwen afgebroken en door nieuwe vervangen. In 1776 werden opnieuw verbouwingswerken uitgevoerd.
In 1782 openden de zusters een meisjesschool, hopende hiermee te ontsnappen aan de afschaffing als contemplatief klooster, maar dit hielp niet. Het klooster van Sarepta werd in 1784 door keizer Jozef II afgeschaft als 'nutteloze instelling'. De gebouwen werden onteigend, maar in tegenstelling tot andere afgeschafte kloosters werden ze niet te koop gesteld, maar in gebruik genomen door de overheid als kazerne en militair voedermagazijn. 
In de Franse tijd werd Sarepta gebruikt als militaire bakkerij en levensmiddelenmagazijn. Het bleef militaire eigendom tot er in januari 1850 een overeenkomst werd gesloten met de Minister van Oorlog, die de gebouwen overdroeg aan de stad Brugge om er leerwerkhuizen in te organiseren.

## Leerwerkhuizen
In bestaande of nieuw opgerichte bijgebouwen werden door de overheid ondersteunde leerwerkhuizen opgericht, waar hoofdzakelijk met weefgetouwen werd gewerkt. De regering ondersteunde deze werkhuizen met het doel aan de arbeiders uit de textielsector nieuwe technieken en werkmethodes aan te leren. In West-Vlaanderen was het vooral de gouverneur Adolphe de Vrière die initiatieven hieromtrent ondersteunde. In Sarepta kwamen vier leerwerkhuizen tot stand:
- Al in 1849 werd een overeenkomst gesloten tussen de stad Brugge en de Brusselse firma Kauwertz & Cie voor de oprichting van een leerwerkhuis in Sarepta. In 1850 werkte het met 55 weefgetouwen en stelde het 110 arbeiders te werk. Het werd in 1852 overgenomen door Daniël Reuver. Van 1855 tot op het einde van het contract in 1863 nam de firma Kauwertz opnieuw de leiding.
- In 1851 werd een arrondissementeel leerwerkhuis in Sarepta opgericht, onder de leiding van gouverneur De Vrière en gemeenteraadslid Coppieters 't Wallant. Het telde 42 weefgetouwen. Het werd geen succes, want in 1852 waren er nog slechts twaalf weefgetouwen en het atelier werd overgelaten aan de textielfabrikant De Brabandere-Van Acker. In 1857 werd het overgenomen door de Brugse fabrikant en gemeenteraadslid Ernest Marlier en bleef het actief tot de overeenkomst in 1876 door die zijn zoon Paul Marlier werd opgezegd.
- In 1850 sloot de Brusselse fabrikant Frédéric Rappaerd een overeenkomst met de Belgische regering voor de oprichting van een leerwerkhuis en gouverneur de Vrière zorgde ervoor dat het naar Brugge kwam. Begin 1852 functioneerde de werkplaats met elf weefgetouwen. In 1860 werd het atelier overgenomen door de Bruggeling Avanzo-Torreborre en daarna door een zekere Thuet die er een lintenproductie verderzette.
- In 1855 werd een concessie verleend over een deel van de Sareptagebouwen aan de Brusselse fabrikant Henri Rey. Hij werkte er met 75 weefgetouwen en in 1857 stelde hij 138 werknemers te werk. Rey werkte in Sarepta tot in 1879. De gebouwen bleken toen te bouwvallig en hij kreeg een nieuwe standplaats vanwege de stad in de vroegere Duinenabdij.

## School
In het voorgebouw langs de Langerei was van 1851 tot 1886 de stedelijke muziekacademie gevestigd.
De voormalige werkplaatsen die aan de kant Collaert Mansionstraat gelegen waren, werden afgebroken. Het gebouw kant Langerei werd opgeknapt en er kwam een stedelijke meisjesschool in, weldra opgevolgd door een stadsjongenschool die er tot een heel eind in de twintigste eeuw actief bleef. In functie van deze school werden in 1967-68 een aantal achttiende-eeuwse gebouwen gesloopt en vervangen door klaslokalen in prefabbouw. 
Na de verdwijning van de jongensschool gaf de stad aan Sarepta allerhande bestemmingen: postuniversitaire scholing verstrekt door de VUB, naschools onderricht voor volwassenen en cursussen vreemde talen door de Stedelijke Nijverheidsschool. Ook is het stedelijk conservatorium terug op deze locatie aanwezig met danslessen. 
In de jaren 1970 werd het hoofdgebouw langs de Langerei gerestaureerd en in 1974 beschermd als monument. In 2016 werd de kapel in ere hersteld.